# Kay Stenshjemmet
Kay Arne Stenshjemmet (* 9. srpna 1953 Lillestrøm) je bývalý norský rychlobruslař.

## Kariéra
Zúčastnil se premiérového ročníku Mistrovství světa juniorů 1972 (5. místo), o rok později získal bronzovou medaili. Na evropském šampionátu startoval poprvé v roce 1975 (12. místo), v roce 1976 jej poprvé vyhrál. Na Zimních olympijských hrách 1976 se umístil nejlépe na 11. příčce v závodě na 1500 m (další výsledky: 500 m – 21. místo, 1000 m – 22. místo). Na Mistrovství Evropy 1977 byl druhý, tentýž rok se představil také na Mistrovství světa ve víceboji a na Mistrovství světa ve sprintu (na obou shodně 5. místo). Další cenné kovy získal v letech 1979 (stříbro na ME a bronz na MS ve víceboji) a 1980 (zlato na ME). Ze zimní olympiády 1980 si přivezl dvě stříbrné medaile ze závodů na 1500 m a 5000 m. Svoji sportovní kariéru zakončil v roce 1981 ziskem bronzu na evropském a stříbra na světovém vícebojařském šampionátu.